# Лев святого Марка

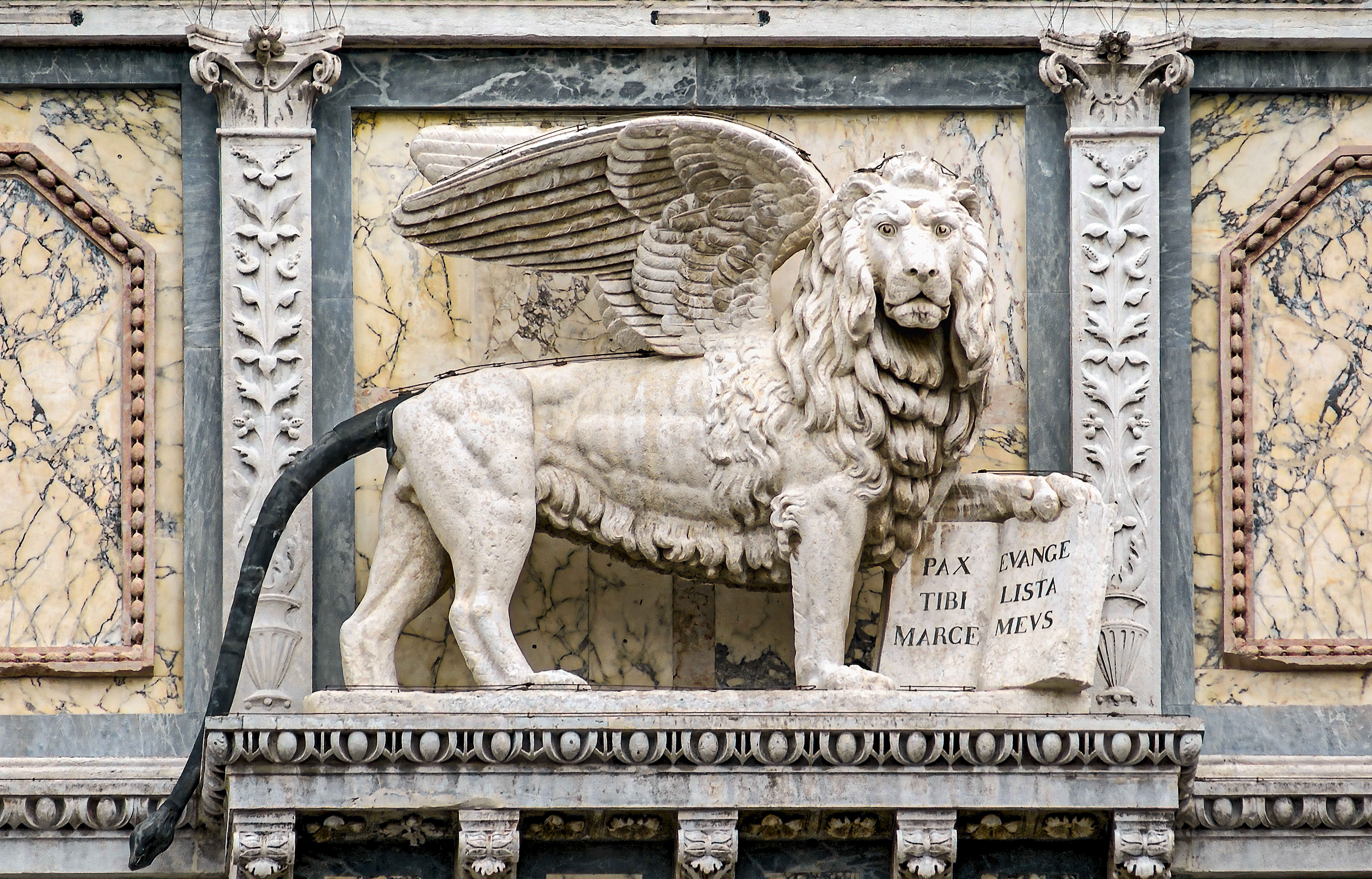
Лев святого Марка (Венеция)

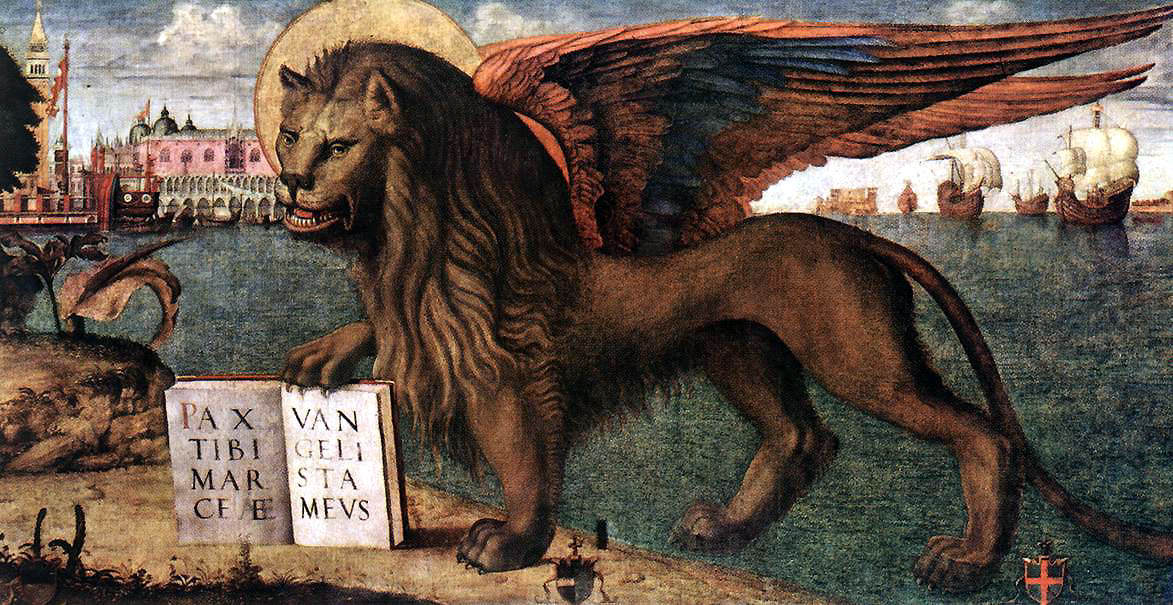
Лев святого Марка на картине Витторе Карпаччо Венеция. Палаццо дожей

Лев свято́го Ма́рка является символом святого евангелиста Марка, а также города Венеции, и один из элементов флага итальянского флота.

## Происхождение символа
Связь Льва с евангелистом Марком имеет свой источник — как и символы трёх остальных евангелистов (бык, орёл и человек (или ангел)) — в книге Пророка Иезекииля в Ветхом Завете, где говорится:
— И я видел: и вот, бурный ветер шёл от севера, великое облако и клубящийся огонь, и сияние вокруг него, А из средины его как бы свет пламени из средины огня; и из средины его видно было подобие четырёх животных, — и таков был вид их: облик их был как у человека;… Подобие лиц их — лицо человека и лицо льва с правой стороны у всех их четырёх; а с левой стороны лицо тельца у всех четырёх и лицо орла у всех четырёх. (Иез. 1,4, — l,5; l,10.).

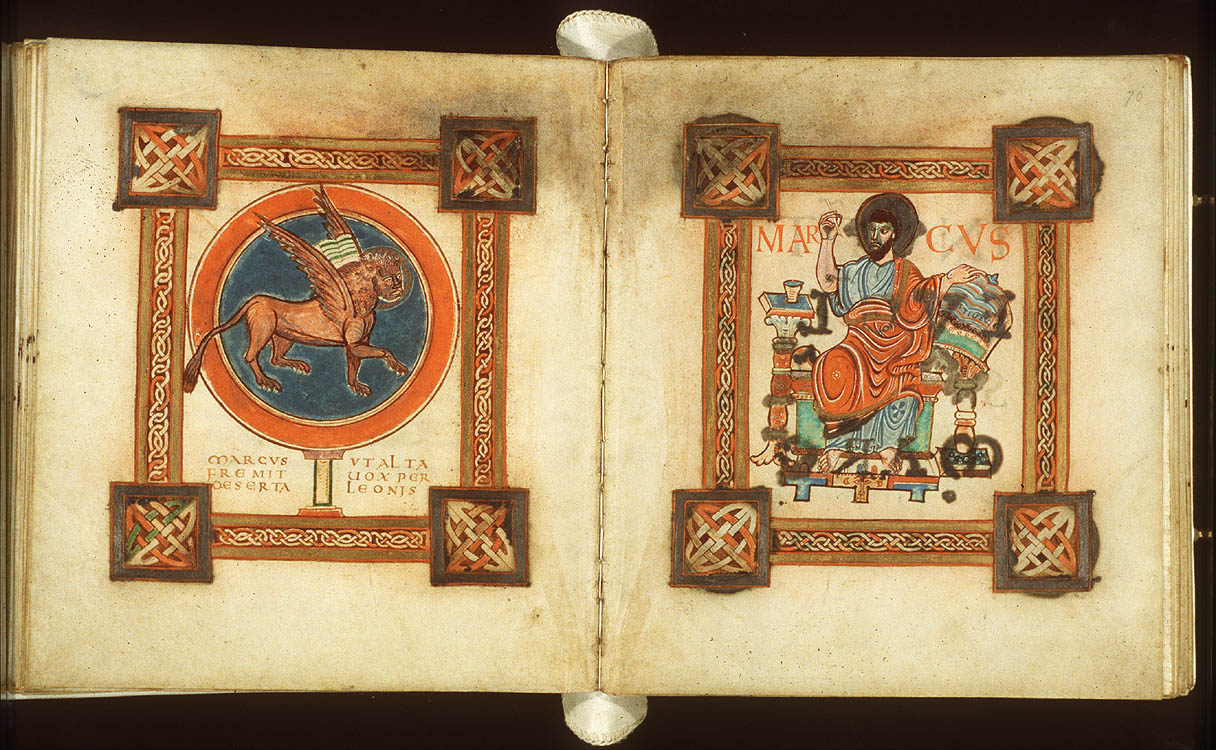
Псалтырь Эгмонда (ок. 900г.)

Такое толкование о соответствии канонических евангелистов с символами пророчества Иезекииля как префигурация соответствующих образов в Откровении Иоанна Богослова было принято теологами ещё на заре христианской истории. В Откровении четыре этих существа стоят вокруг Трона Господня:
— И первое животное было подобно льву, и второе подобно тельцу, и третье животное имело лицо, как человек, и четвёртое животное подобно орлу летящему (Откр. 4,7).
Точное соответствие отдельных библейских образов и реальных евангелистов имело место к началу IV века, когда Святой Иероним, создатель Вульгаты, обосновал его при помощи соответствующих мест из Евангелий. Для Марка Иероним избрал начало его Евангелия: «Глас вопиющего в пустыне: „приготовьте путь Господу, прямыми сделайте стези Ему“ (Мк. 1,3).» — при этом громкий "вопиющий" глас в пустыне раннехристианские теологи связывали с рычанием разъярённого льва.

## Лев святого Марка в Венеции

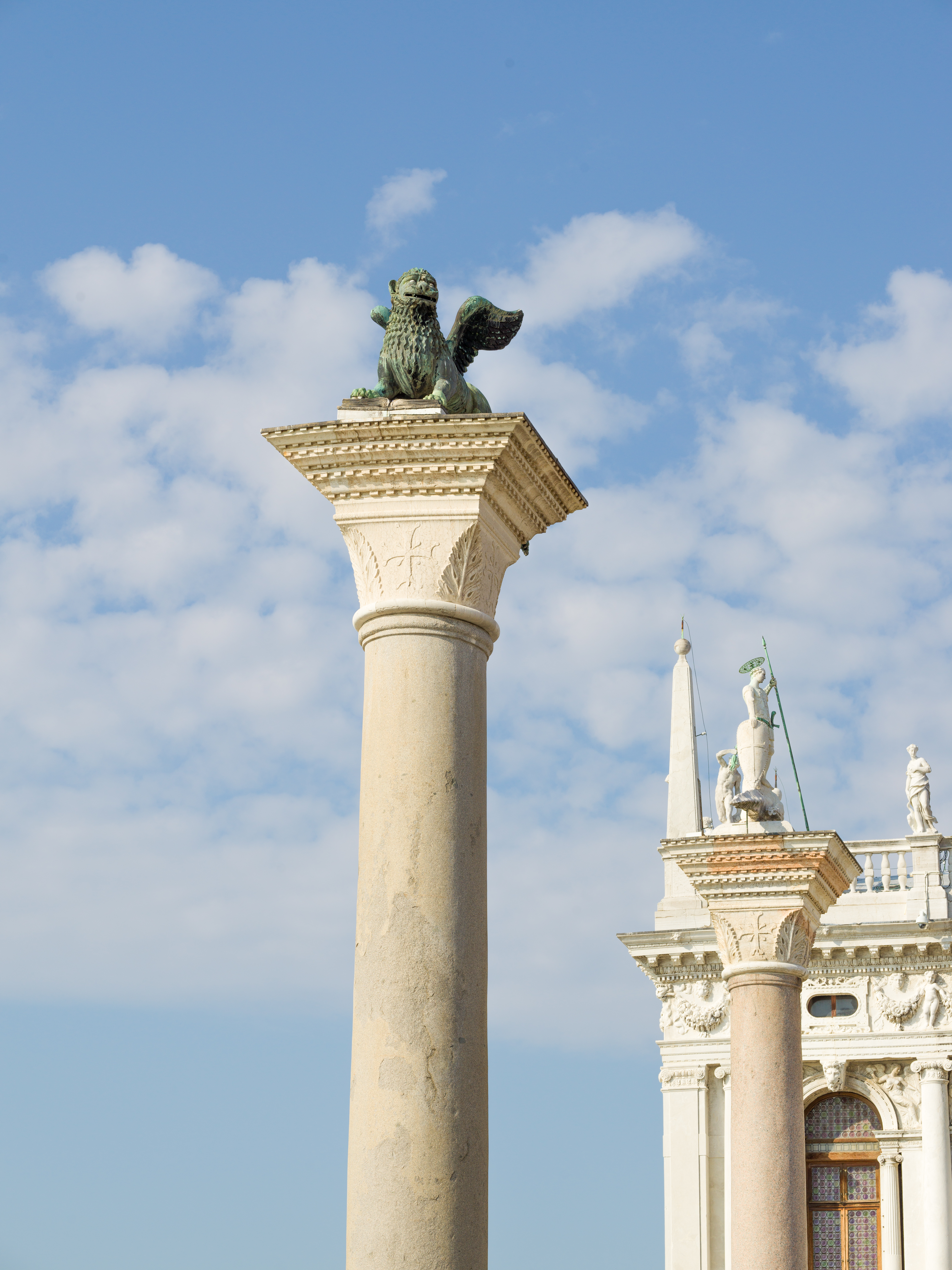
Бронзовый лев Св.Марка на колонне на площади Сан-Марко в Венеции.

В Венеции, начиная с 828 года, хранились святые мощи евангелиста Марка, которые, по инициативе дожа Джустиниано Партечипацио, были тайно вывезены венецианскими купцами из занятой мусульманами Александрии. Евангелист Марк по своему значению со временем вытеснил покровителя Венеции св. Феодора и стал первым её городским патроном. Благодаря реликвиям св. Марка Венеция являлась — наряду с Римом и Сантьяго-де-Компостела — одним из трёх крупнейших центров паломничества средневековой Европы. Венецианская республика официально принимает название Serenissima Repubblica di San Marco, вводит Льва святого Марка в свой герб, в также — как знак своей власти — в гербы всех городов и территорий, подчинявшихся Венеции.

Флаг провинции Венето

Венецианский Лев святого Марка обычно изображался с раскрытой книгой, на страницах которой можно прочесть латинскую надпись PAX TIBI MARCE EVANGELISTA MEUS (Мир тебе, Марк, мой Евангелист). Иногда, во время военных действий, в сочетании с военным флагом — или для венецианского военного флота — книга в лапе у Льва заменялась на меч. Видеть венецианского Льва — крылатого, с книгой в одной и поднятой как будто в приветствии другой лапой — можно во множестве местечек и самых укромных уголков самой Венеции, в её Дворце Дожей, на исторических полотнах и в городах бывшей сферы влияния этой морской республики.

## Геральдика
Лев святого Марка являлся гербовым животным и геральдическим символом Венецианской республики, а также её военного и торгового флотов. В настоящее время этот символ включён в герб итальянского ВМФ, входит по-прежнему в гербы города Венеция и провинции Венето. В геральдическом отношении Лев святого Марка является гербовой негеральдической фигурой, львом с «собственным именем».

Герб района Сан-Мартин де ла Вега (Мадрид)
Флаг Венецианской республики (Серениссима)
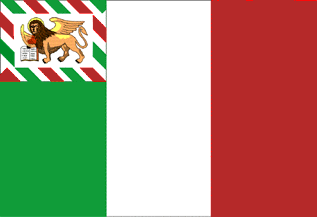
Флаг республики ди Сан-Марко (1848-1849)
Флаг итальянского ВМФ
Герб Оберикельсхейма
Герб Национального университета св. Марка (Лима).
Герб Марксцелля
Герб Сен-Марк-Жумегара (Франция)
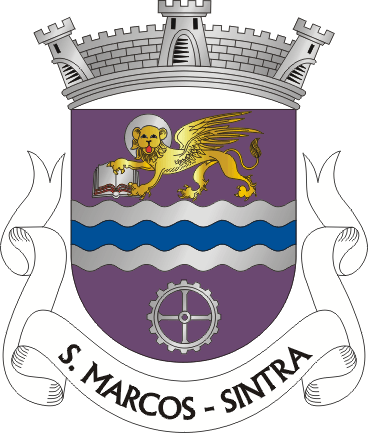
Сан-Маркос (Синтра)
Герб города Бенетице (Чехия)
Герб города Лосталло (Швейцария)